# Robert Konieczny

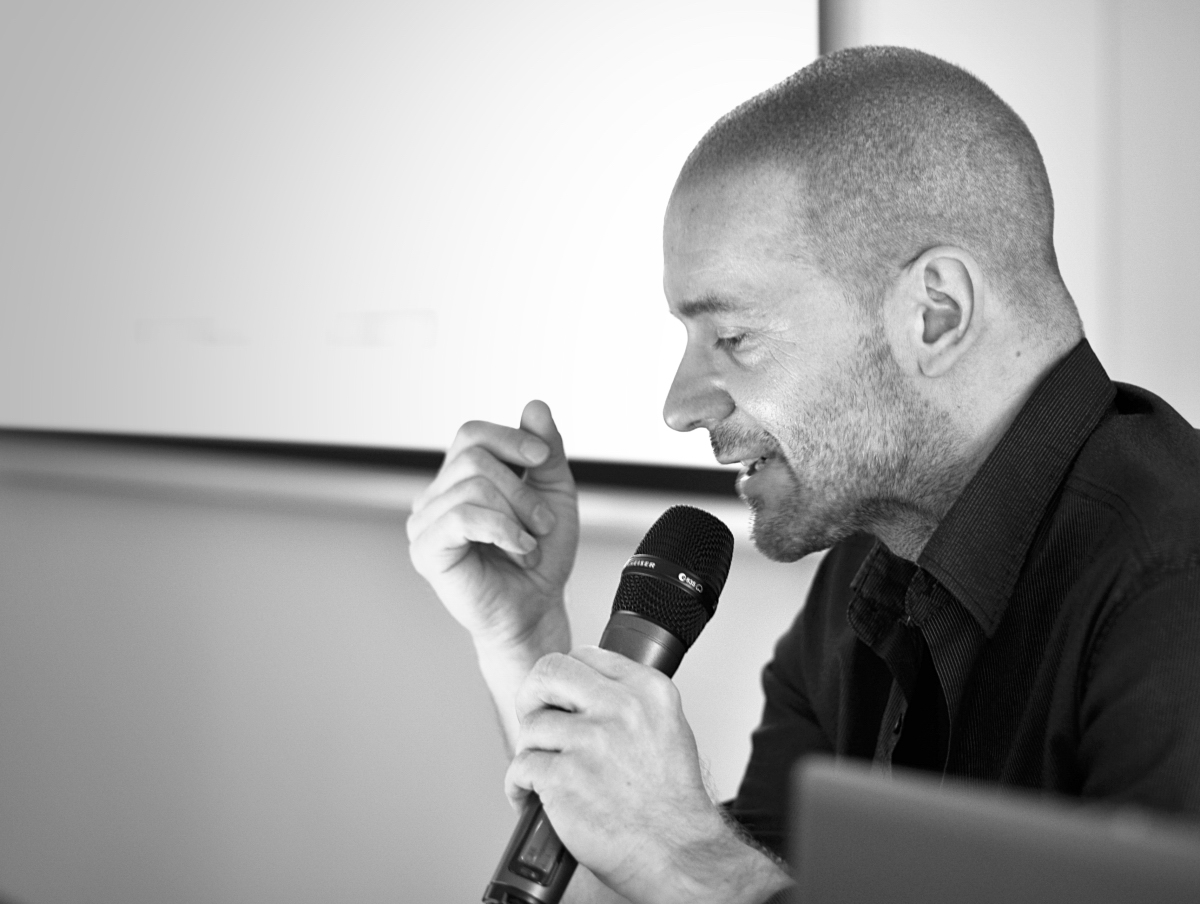
Robert Konieczny - Katowice, 4 listopada 2010

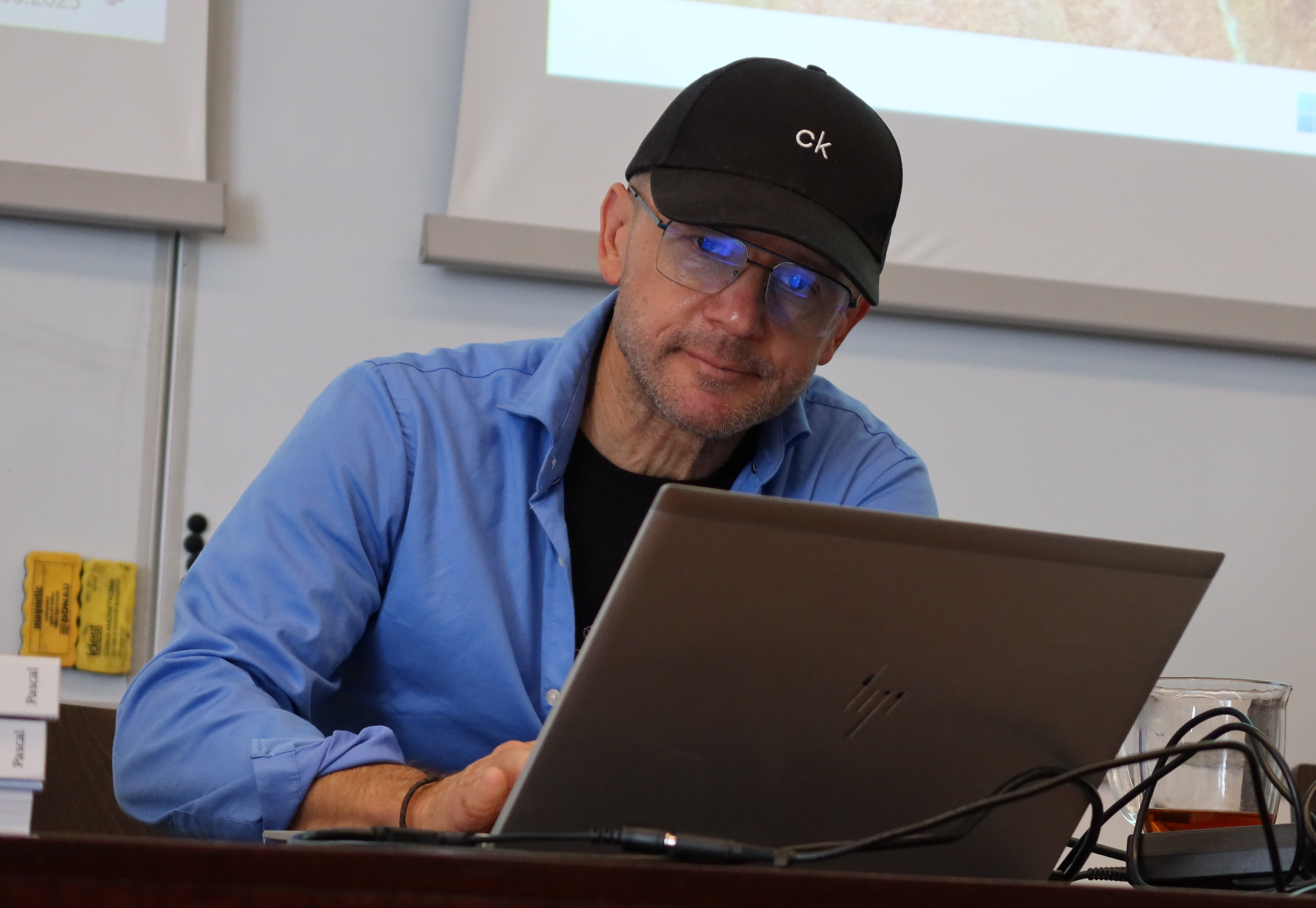
Robert Konieczny podczas wykładu na Politechnice Warszawskiej - Warszawa, 5 czerwca 2025

Robert Konieczny (ur. 4 grudnia 1969 w Katowicach) – polski architekt, twórca pracowni architektonicznej KWK Promes. Od 2017 członek zagraniczny francuskiej Akademii Architektury, od 2022 honorowy członek Stowarzyszenia Architektów Republiki Czeskiej Obec architektů.

## Życiorys i kariera zawodowa
Syn Stanisława Koniecznego i Elwiry z domu Frigerio. Ze względu na włoskie pochodzenie rodziny ze strony matki, posiada, jako drugie, obywatelstwo włoskie. Do 1978 mieszkał w Rudzie Śląskiej - Kochłowicach, następnie przeniósł się wraz z rodzicami do Katowic, gdzie ukończył IV Liceum Ogólnokształcące. Studiował następnie na Wydziale Architektury Politechniki Śląskiej w Gliwicach (ukończenie: 1998). W 1996 uzyskał certyfikat New Jersey Institute of Technology.
W 1999 założył, wspólnie z ówczesną małżonką Marleną Wolnik-Konieczny (ur. 1973), biuro architektoniczne KWK Promes, funkcjonujące od 1 kwietnia 2007 jako "KWK Promes Architekt Robert Konieczny".
W 2012 został niezależnym ekspertem Fundacji Miesa van der Rohego. Był dwunastokrotnie nominowany do Nagrody im. Miesa van der Rohego.
Żonaty, ma córkę Lenę. Mieszka w Katowicach i Brennej.

## Projekty i realizacje
Źródło:

### Budynki mieszkalne jednorodzinne
- Dom wschodzącego słońca (projekt: 1993)[15];
- Dom Trójkątny (projekt: 1997, realizacja: 1999-2000; współautor: Marlena Wolnik - Katowice-Ligota)[16];
- Dom z Ziemi Śląskiej (projekt: 2000, realizacja: 2001-2002; współautor: Marlena Wolnik - Katowice)[17][18];
- Dom z Kapsułą (projekt: 2001, realizacja: 2002-2004 - Ruda Śląska - Halemba)[19][20];
- Dom Otwarty (projekt: 2002, realizacja: 2002-2005; współautor: Marlena Wolnik - Żory)[21];
- Dom Aatrialny (projekt: 2002-2003, realizacja: 2003-2006; współpraca: Marlena Wolnik, Łukasz Prażuch - Opole)[22][23];
- Dom Autorodzinny w Radlinie (projekt: 2004, realizacja: 2005; współpraca autorska: Marcin Jojko - Radlin)[24];
- Dom OUTrialny (projekt: 2004, realizacja: 2005-2007; współpraca: Marcin Jojko - Książenice)[25][26][27];
- Dom Bezpieczny (projekt: 2004-2005, realizacja: 2005-2008; współpraca: Łukasz Zadrzyński, Marcin Jojko - okolice Warszawy)[28][29][30][31];
- Dom Ślimak (projekt: 2006; współautor: Łukasz Marciniak; współpraca: Wojciech Sikora - Czerwionka-Leszczyny)[22]
- Dom Ukryty (projekt: 2006-2007, realizacja: 2007-; współpraca: Dorota Żurek, Adam Radzimski, Łukasz Marciniak - okolice Warszawy)[32];
- Dom TypOwy (projekt: 2007, realizacja: 2007-2011; współpraca: Katarzyna Furgalińska - Radostowice)[33][34][35];
- Dom Autorodzinny (projekt: 2007, realizacja: 2009-2012; współpraca: Katarzyna Furgalińska, Magdalena Adamczak, Łukasz Marciniak - centralna Polska)[36];
- Dom Spotkań w Białym Borze (projekt: 2007, realizacja: 2007-; współpraca: Katarzyna Furgalińska, Aleksandra Pieczara - Biały Bór)[37][38];
- Living Garden House we Wrocławiu (projekt: 2007, realizacja: 2007-; współpraca: Katarzyna Furgalińska, Adam Radzimski - Wrocław)[39];
- From the Garden House (projekt 2008-2011; realizacja 2011-2021; współpraca: Michał Lisiński, Marcin Harnasz, Piotr Tokarski)[40][41];
- Living Garden House w Katowicach (projekt: 2009, realizacja: 2010-2013; współpraca: Magdalena Adamczak, Katarzyna Furgalińska, Aleksandra Stolecka, Jakub Pstraś - Katowice)[42][43][44][45];
- Dom Autorodzinny w Katowicach (współautor; projekt: 2011; autor: Łukasz Marciniak)[46];
- Dom Autorodzinny w Brennej (projekt: 2012; realizacja: 2013-; współpraca autorska: Michał Lisiński, Grzegorz Ostrowski; współpraca: Łukasz Marciniak - Brenna)[47];
- Dom w Drodze (projekt: 2012-2013; współpraca: Michał Lisiński, Grzegorz Ostrowski, Marek Frania, Mariusz Pawlus)[48];
- Dom pod Barceloną (projekt: 2012-2013; współpraca: Michał Lisiński, Grzegorz Ostrowski)[49];
- Living Garden House w Izbicy (projekt: 2012, realizacja: 2012-2014; współpraca: Magdalena Adamczak, Aleksandra Stolecka, Marcin Harnasz - Izbica)[50]
- Arka Koniecznego (projekt: 2011, realizacja: 2010-2015; współpraca autorska: Łukasz Marciniak; współpraca: Marcin Harnasz, Aneta Świeżak - Brenna, zbocza Równicy)[51][52][53][54][55][56][57][58][59][60][61][62];
- Dom po Drodze (projekt: 2008; realizacja: 2011-2017; współpraca: Katarzyna Furgalińska, Katarzyna Karczmarczyk, Dorota Żurek, Piotr Tokarski, Magdalena Adamczak, Katarzyna Stolecka - Polska centralna)[63][64][65][66][67][68][69][70];
- Living Garden House w Kassel (projekt: 2017; współpraca: Marcin Harnasz, Michał Lisiński, Magdalena Orzeł-Rurańska, Dorota Żurek)[71];
- Dom Kwadrantowy (projekt: 2013-2015, realizacja: 2015-2019; współpraca: Marcin Harnasz, Mariusz Pawlus, Marcin Króliczek, Justyna Górnica, Grzegorz Ostrowski - Warszawa)[72][73][74][75][76][77][78];
- Shutter House (projekt: 2018-2019, realizacja: 2019-; współpraca: Michał Lisiński, Magdalena Orzeł-Rurańska)[79][80].

### Budynki mieszkalne wielorodzinne

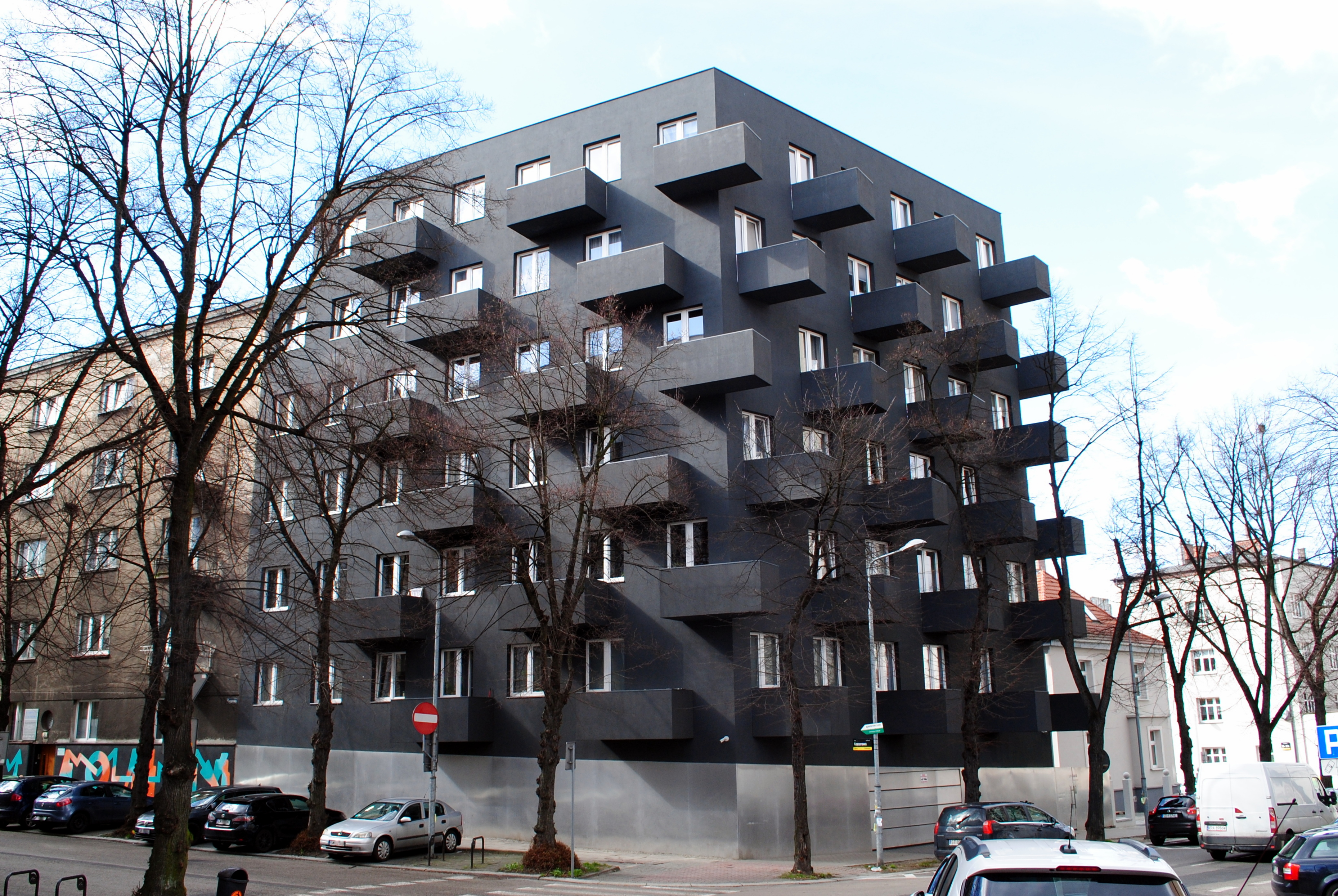
Budynek "Unikato" zaprojektowany w pracowni Roberta Koniecznego i powstały w latach 2016–2018, znajdujący się w Katowicach przy ulicy Koszarowej 1, w którym od grudnia 2018 mieści się siedziba KWK Promes (Katowice, 25 marca 2023)

- multiVILLA (projekt: 2008-2009, realizacja planowana na rogu ulicy Raciborskiej i Kominka w Katowicach od 2010, nie doszła ostatecznie do skutku; współpraca: Dorota Żurek, Michał Lisiński, Piotr Tokarski, Adam Radzimski)[81][82][83];
- Kostka Zrobiona w Balona (projekt: 2011; współautor: Joanna Biedna; współpraca: Marcin Harnasz, Michał Lisiński, Łukasz Marciniak)[84];
- Osiedle we Wrocławiu (projekt: 2011-2013; współpraca: Michał Lisiński, Joanna Biedna, Grzegorz Ostrowski, Łukasz Marciniak)[85];
- Osada Ostropa (osiedle w Gliwicach; projekt: 2013; współpraca: Michał Lisiński, Grzegorz Ostrowski, Łukasz Marciniak, Magdalena Adamczak, Justyna Górnicka, Mariusz Pawlus, Aleksandra Staroń-Jóźwiak, Wojciech Fudala)[86][87];
- Baildomb (projekt: 2014-2015, realizacja: 2015-2020; współpraca: Michał Lisiński, Marcin Harnasz - Katowice - Dąb, ul. Złota 71)[88][89][90][91][92][93][94][95];
- Unikato (projekt: 2013-2014, realizacja: 2016-2018; współpraca: Michał Lisiński, Marcin Harnasz, Marcin Króliczek, Aneta Świeżak - Katowice, ul. Koszarowa 1)[96][97][98][99][100][101][102][103][104][105].

### Obiekty i budynki publiczne

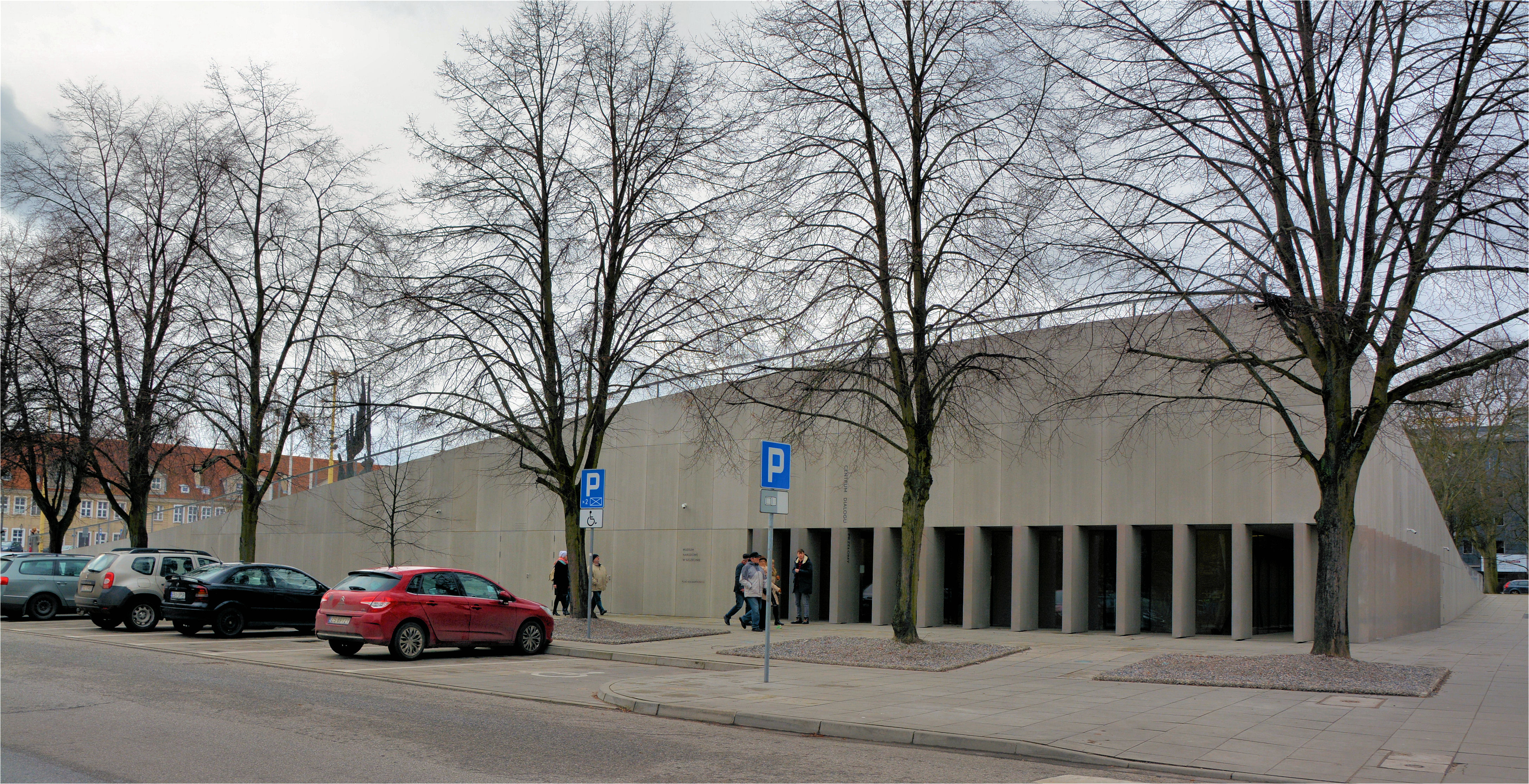
Budynek Centrum Dialogu „Przełomy” - pawilon wystawowy Muzeum Narodowego w Szczecinie zaprojektowany przez pracownię KWK Promes Roberta Koniecznego, oddany do użytku w 2016

- Rozbudowa Bauhausu w Weimarze (projekt: 1994; współautorzy: Wojciech Gwizdak, Sławomir Kostrzewski, Mikołaj Machulik, Grzegorz Tkacz; niezrealizowany)[106];
- Most w Weronie (projekt: 1995; współautor: Marlena Wolnik; niezrealizowany)[107];
- Teatr w Gliwicach (współpraca; autor: Marlena Wolnik; projekt: 1996; niezrealizowany)[108];
- Governors Island, Nowy Jork (projekt: 1996; współautor: Marlena Wolnik; niezrealizowany)[109];
- Świątynia Opatrzności Bożej, Warszawa (projekt: 2000; współautor: Marlena Wolnik; współpraca: Wojciech Śnieżek, Anna Ciołkiewicz; niezrealizowany)[110];
- Ambasada Niemiec w Warszawie (projekt: 2002; współautor: Marlena Wolnik; współpraca: Arek Kulpiński, Aleksandra Czech; niezrealizowany)[111];
- Wieża U2 - budynek biurowy, Dublin (projekt: 2003; współautor: Marlena Wolnik; współpraca: Marcin Jojko; niezrealizowany)[112];
- Biurowiec firmy MM Petro, Żory (projekt: 2004-2005; współautorzy: Marlena Wolnik, Marcin Jojko; niezrealizowany)[113];
- Instytut Chopinowski w Warszawie (projekt: 2005; współpraca: Marcin Jojko; niezrealizowany)[114];
- Stacja Diagnostyczna, Tychy (projekt: 2006-2007; współpraca: Łukasz Marciniak, Wojciech Sikora, Dorota Żurek; niezrealizowany)[115];
- Muzeum Współczesne we Wrocławiu (projekt: 2009; współautorzy: Katarzyna Furgalińska, Michał Lisiński; niezrealizowany)[116];
- Hotel w Czorsztynie (projekt: 2009; współpraca autorska: Michał Lisiński, Katarzyna Furgalińska; współpraca: Jakub Pstraś, Piotr Tokarski, Marcin Harnasz; niezrealizowany)[117][118];
- Pawilon wystawowy Muzeum Sztuki Nowoczesnej w Warszawie (projekt: 2010; współpraca: Magdalena Adamczak, Monika Tasarz, Joanna Biedna; niezrealizowany)[119];
- Przystań w Białym Borze (projekt: 2012; współpraca: Magdalena Adamczak, Marcin Harnasz, Grzegorz Ostrowski, Łukasz Marciniak; niezrealizowany)[120];
- Bunkier Sztuki (projekt: 2016; współautorzy: Michał Lisiński, Dorota Żurek; współpraca: Krzysztof Kobiela, Dariusz Dziwak; pomimo zwycięstwa w konkursie, projekt nie został zrealizowany)[121][122][123][124][125][126];
- Centrum Dialogu „Przełomy” (pawilon wystawowy Muzeum Narodowego w Szczecinie, przeznaczony na wystawy i edukację o najnowszych dziejach Szczecina i Pomorza Zachodniego; projekt: 2009, realizacja: 2012-2015; współautorzy: Michał Lisiński, Dorota Żurek, Katarzyna Furgalińska - Szczecin, pl. Solidarności 1)[127]
- Plato Galeria Sztuki Współczesnej (projekt: 2017, realizacja: 2020-2022; współautorzy: Michał Lisiński, Dorota Skóra; współpraca autorska: Tadeáš Goryczka, Marek Golab-Sieling; współpraca: Agnieszka Wolny-Grabowska, Krzysztof Kobiela, Adrianna Wycisło, Mateusz Białek, Jakub Bilan, Wojciech Fudala, Katarzyna Kuzior, Karol Knap, Damian Kuna, Magdalena Orzeł-Rurańska, Elżbieta Siwiec, Jakub Pielecha, Kinga Wojtanowska - Ostrawa, ul. Porážková 26, Republika Czeska)[128];
- Wielkopolskie Muzeum Niepodległości (projekt: 2019; współpraca: Anna Szewczyk, Marek Gołąb, Wojciech Fudala, Adrianna Wycisło, Damian Kuna, Katarzyna Kuzior, Anita Majowska; niezrealizowany)[129].

## Publikacje

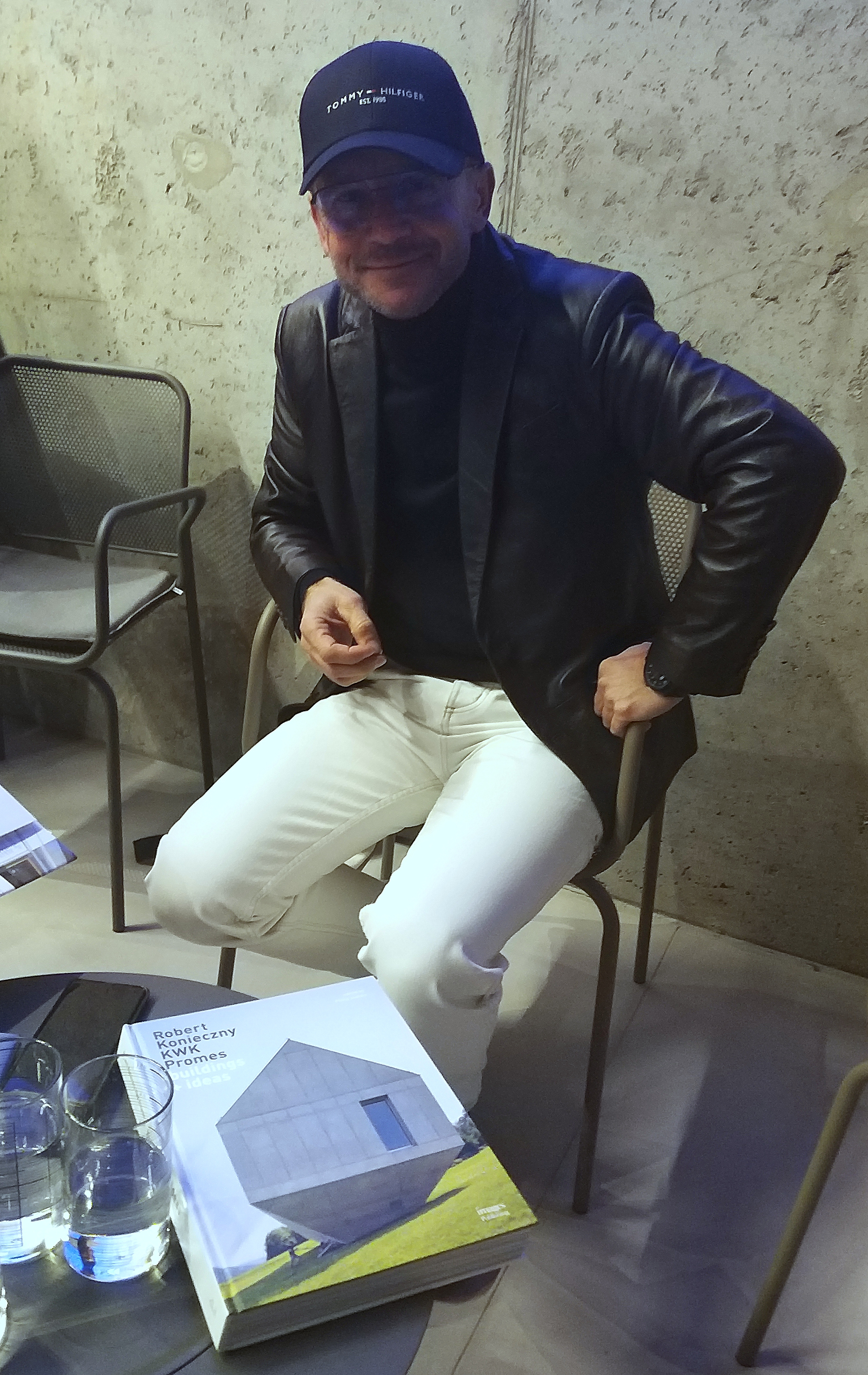
Robert Konieczny z egzemplarzem albumu Philipa Jodidio Robert Konieczny KWK Promes. Buildings + ideas (2024) - Warszawa, 9 stycznia 2024

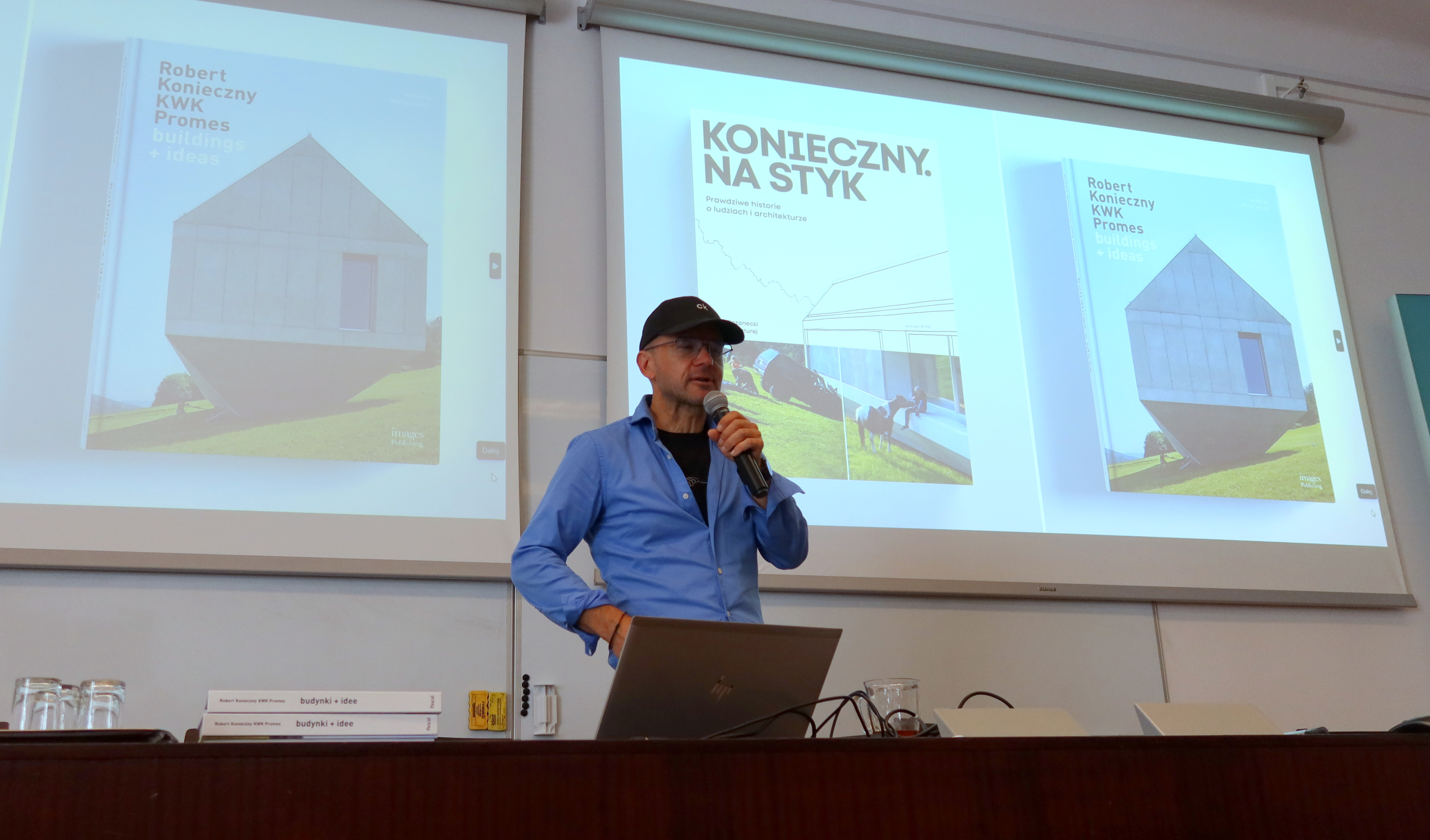
Robert Konieczny podczas wykładu na Politechnice Warszawskiej - 5 czerwca 2025

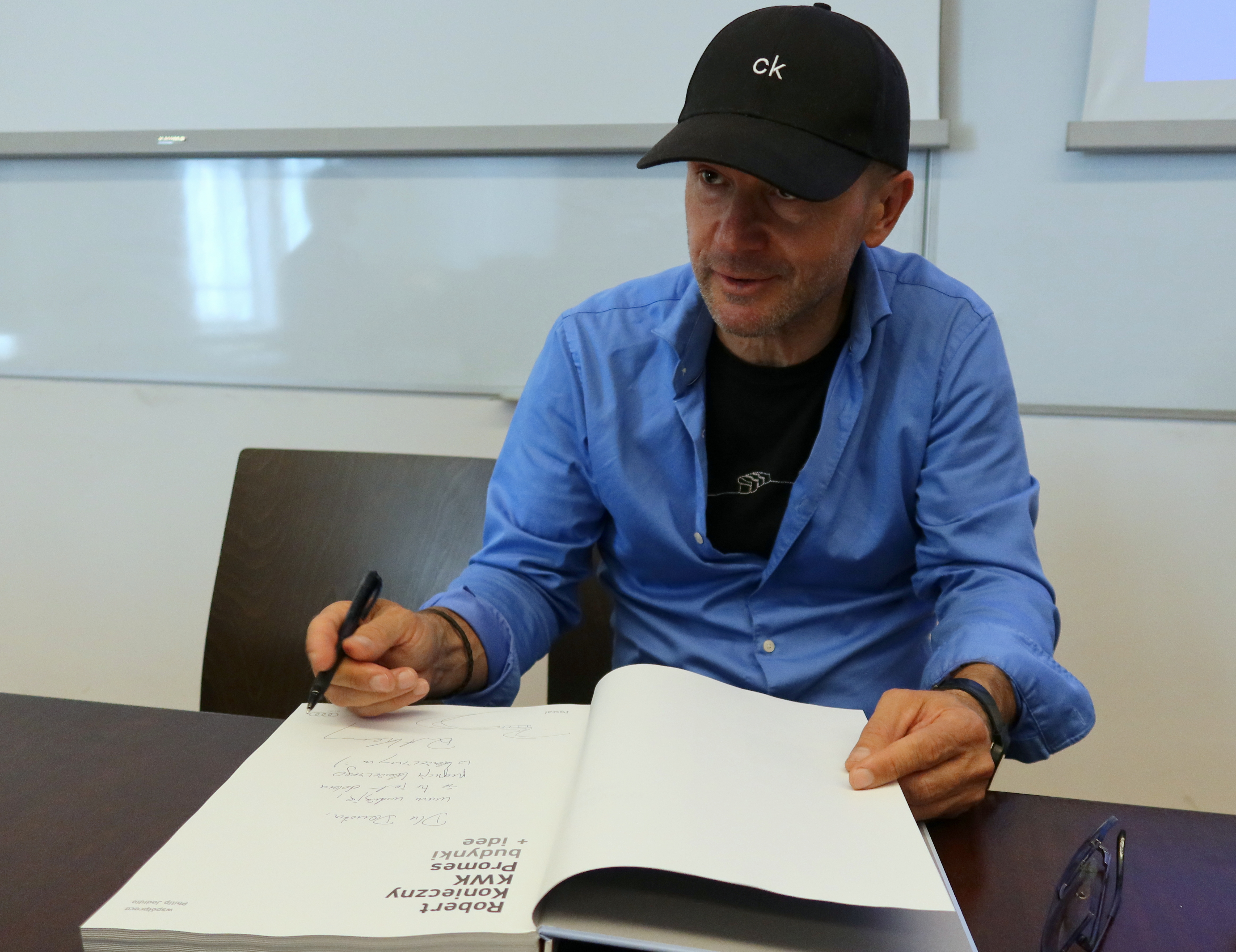
Robert Konieczny podpisuje polskie wydanie albumu Philipa Jodidio Robert Konieczny KWK Promes. Budynki + idee (wyd. 2024) - Warszawa, 5 czerwca 2025

Konieczny jest jednym z najczęściej publikowanych za granicą polskich architektów. Jego realizacje znalazły się w najważniejszych publikacjach, w tym trzykrotnie w The Phaidon Atlas of Contemporary World Architecture, serii książek wydawnictwa Taschen (2004, 2005, 2009).
W 2009 nakładem Galerii sztuki w Ostrawie oraz Stowarzyszenia dla kultury ostrawskiej ukazała się publikacja w językach: polskim i czeskim KWK Promes Architekt Robert Konieczny. Logika prostoru - Logika przestrzeni - The logic of space (koncepcja katalogu i edytorzy: Tadeáš Goryczka i Jaroslav Němec; tłumaczenie z języka polskiego: Tadeáš Goryczka; Ostrava 2009, ISBN 978-80-904096-5-1) - katalog towarzyszący wystawie prac architekta w Domu sztuki–Gabinecie architektury w Ostrawie w dniach: 4 grudnia 2009 – 7 lutego 2010, pod patronatem Jerzego Kronholda, konsula generalnego Rzeczypospolitej Polskiej w Ostrawie.
W książce historyka i krytyka architektury Hansa Ibelingsa European Architecture since 1890 (SUN Publishers 2010, ISBN 978-90-8506-881-5), KWK Promes została wymieniona jako jedyna współczesna pracownia z Polski, która wniosła wkład w rozwój architektury europejskiej.
Wspólnie z Tomaszem Malkowskim opublikował książki: Archiprzewodnik po Europie (Wydawnictwo Pascal, Bielsko-Biała 2020, ISBN 978-83-8103-694-8; wydanie drugie: Wydawnictwo Pascal, Bielsko-Biała 2023, ISBN 978-83-8317-222-4) i Archiprzewodnik po Polsce (Wydawnictwo Pascal, Bielsko-Biała 2022, ISBN 978-83-8103-842-3).
W listopadzie 2023 wydana została książka Piotra Kozaneckiego i Bartosza Patureja pt. Konieczny. Na styk. Prawdziwe historie o ludziach i architekturze - zbiór reportaży opisujących m.in. historię powstania pracowni KWK Promes oraz wybrane projekty i realizacje (Wydawnictwo Wysoki Zamek, Kraków 2023, ISBN 978-83-969491-0-3).
W lutym 2024 ukazał się album-monografia pracowni KWK Promes w języku angielskim pt. Robert Konieczny KWK Promes. Buildings + ideas, autorstwa Philipa Jodidio, wydany przez Images Publishing - międzynarodowe wydawnictwo z siedzibą w Australii (ISBN 978-1-86470-890-5). W listopadzie 2024 jej polską wersję Robert Konieczny KWK Promes budynki + idee opublikowało Wydawnictwo Pascal (ISBN 978-83-8317-423-5).

## Nagrody (wybór)
Źródło:
1993
- I miejsce w konkursie na adaptację pałacu w Górznie

1999
- Nagroda Wojewody „Młody Twórca Architektury” dla Roberta Koniecznego w konkursie Architektura Roku Województwa Śląskiego

2002
- Nominacja Domu z Ziemi Śląskiej do Nagrody im. Miesa van der Rohego

2005
- Nominacja Domu Otwartego do Nagrody im. Miesa van der Rohego
- I miejsce za Dom z Kapsułą w konkursie SARP-PSG

2006
- Nominacja Domu Aatrialnego do Nagrody im. Miesa van der Rohego
- Robert Konieczny laureatem Nagrody House of the Year 2006, w konkursie portalu World Architecture News na najlepszy dom mieszkalny na świecie za Dom Aatrialny

2007
- Pracownia KWK Promes znalazła się na liście 44 najlepszych młodych architektów świata wydawnictwa „Scalae”
- Magazyn "Wallpaper" zaliczył pracownię Roberta Koniecznego do 101 najbardziej ekscytujących biur architektonicznych na świecie

2008
- Nominacja Domu Bezpiecznego i Domu OUTrialnego do Nagrody im. Miesa van der Rohego
- International Architecture Awards, przyznawane przez The Chicago Athenaeum: Museum of Architecture and Design and Metropolitan Arts Press, dla Domu Aatrialnego i Domu Ukrytego[137]
- Robert Konieczny laureatem "Europe 40 under 40" – Europe’s Emerging Young Architects and Designers, przyznawaną przez The European Centre for Architecture Art Design and Urban Studies and The Chicago Athenaeum[138].

2009
- I miejsce w konkursie na projekt Muzeum Narodowego – Centrum Dialogu "Przełomy" w Szczecinie
- Dom Bezpieczny w finale World Architecture Festival Awards 2009 w Barcelonie, wśród najlepszych realizacji świata
- Dom OUTrialny został zakwalifikowany do finału Nagród LEAF 2009 w Berlinie, konkursu dla najbardziej nowatorskich budynków świata

2010
- Nagroda w plebiscycie Polska Architektura 2009 – Muzeum Narodowe – Centrum Dialogu "Przełomy" "Nadzieją Roku 2009" ex aequo z projektem Petera Zumthora

2011
- Robert Konieczny otrzymał doroczną nagrodę Ministra Kultury za wybitne osiągnięcia w dziedzinie architektury, jako drugi architekt w historii przyznawania tej nagrody[139].

2012
- Dom Aatrialny został najlepszym budynkiem III RP w plebiscycie architektonicznym ogłoszonym przez tygodnik Polityka, w pierwszym tego typu plebiscycie w Polsce, gdzie spośród piętnastu nominowanych obiektów najlepszy budynek wybierali czytelnicy.

2013 - Nominacja Domu Autorodzinnego do Nagrody im. Miesa van der Rohego
2014 - Living-Garden House w Katowicach oraz Living-Garden House w Izbicy nominowane do Nagrody im. Miesa van der Rohego
2016
- Nominacja Centrum Dialogu Przełomy oraz Arki Koniecznego do Nagrody im. Miesa van der Rohego
- Muzeum Narodowe w Szczecinie – Centrum Dialogu "Przełomy" z tytułem The World Building of the Year  World Architecture Festival 2016[140]
- Muzeum Narodowe w Szczecinie – Centrum Dialogu "Przełomy" laureatem I Nagrody w kategorii Completed Buildings Culture na World Architecture Festival 2016[141]
- Muzeum Narodowe w Szczecinie – Centrum Dialogu "Przełomy" laureatem nagrody European Prize for Urban Public Space w 2016[142].
- Muzeum Narodowe w Szczecinie – Centrum Dialogu "Przełomy" Najlepszym Dziełem Eksportowym w konkursie SARP Architektura Roku Województwa Śląskiego

2017
- Nagroda Roku SARP 2016 dla muzeum Centrum Dialogu "Przełomy"
- Grand Prix Nagrody architektonicznej Polityki 2016 dla Centrum Dialogu "Przełomy"
- Tytuł Najlepszego Domu Świata dla Arki Koniecznego w ogólnoświatowym konkursie Wallpaper Design 2017
- Nagroda "The Chicago Athenaeum: international architecture" dla Arki Koniecznego

2018
- Nominacja Unikato oraz Domu Po Drodze do Nagrody im. Miesa van der Rohego
- Nagroda German Design Award Special 2019 dla Domu Po Drodze

2019
- Nagroda oraz wyróżnienie dla Domu Kwadrantowego w konkursie Architizer A+ Awards

2021
- Nagrody Iconic Awards (w dwóch kategoriach: Innowacyjna Architektura i Innowacyjny Materiał) dla Domu Kwadrantowego[143].

## Wystawy (wybór)
2004
- 3_2_1_Nowa Architektura w Japonii i Polsce

2007
- KWK Promes wśród 44 najlepszych młodych architektów świata, Centrum Sztuki Santa Monica, Barcelona

2008
- Najlepsze projekty świata 2008 „New World Architecture”, The European Centre for architectural Art Design and Urban Studies, Florencja

2009
- Wild Wild East – Young Architects from Eastern Europe, Hamburg
- Polish Architects Exhibition, London
- Najlepsze projekty świata 2008 „New World Architecture”, Contemporary Space Athens, Ateny
- Parcours d’architectures en Europe, Strasburg

2010
- Architecture Week 2010, Praga
- Wystawa KWK Promes, Ostrawa

2011
- V4 Family Houses, Uniwersytet Amerykański, Bejrut

2012
- Rozbiórka Żelaznej Kurtyny, Berlin

2013
- Na przykład. Nowy dom polski, Berlin
- Architecture Week 2013, Praga
- Słynne wille w krajach grupy wyszehradzkiej i Słowenii, Ostrawa

2014
- Na przykład. Nowy dom polski, Madryt
- Na przykład. Nowy dom polski, Wiedeń

2016
- Domy Jednorodzinne w Krajach Grupy Wyszehradzkiej 2016
- Plebiscyt Polska Architektura XXL

2017
- Domy Jednorodzinne w Krajach Grupy Wyszehradzkiej 2017
- Archipel Centre de Culture Urbaine w Lyonie
- Galeria Architektury w Brnie

2018
- Międzynarodowe Biennale Architektury w Wenecji
- Architectur Galerie w Berlinie
- Architecture Week w Pradze
- Noc Architektury w Belgradzie

2019
- Wystawa Moving Architecture w Achitektur Galerie w Berlinie